# Leptochilus somalicus
Leptochilus somalicus är en stekelart som beskrevs av Giordani Soika 1987. Leptochilus somalicus ingår i släktet Leptochilus och familjen Eumenidae. Inga underarter finns listade i Catalogue of Life.